# الحرب الأهلية الأفغانية (1928–1929)
حدثت الحرب الأهلية الأفغانية في الفترة من 14 نوفمبر 1928 حتى 13 أكتوبر 1929. ثار المتمردون، وبعد ذلك حاربت قوات السقاويين بقيادة حبيب الله كالاكاني مختلف القبائل المعارضة والملوك المتنافسين في مملكة أفغانستان، من بينهم محمد نادر خان الذي كانت له أغلبية السيطرة. على الرغم من تحقيقها النجاح في البدايات، مثل الاستيلاء على كابل وهزيمة أمان الله خان في 17 يناير 1929، والاستيلاء على كندهار في 3 يونيو، هُزم السقاويون على يد قوات نادر في 13 أكتوبر 1929، ما أدى إلى صعوده كملك لأفغانستان، وحكم حتى اغتياله في 3 نوفمبر 1933.
بدأت الحرب عندما تمردت قبيلة شينواري في جلال آباد، وأطلقت بيانًا من 10 شكاوٍ، 5 منها تتعلق بتدخل أمان الله في وضع المرأة. على الرغم من قمع هذه الثورة على يد قوات بقيادة علي أحمد خان، تمكنت انتفاضة سقاوية أخرى متزامنة في الشمال من الاستيلاء على مدينة جبل السراج المحاصرة، قبل أن تهاجم كابل في 14 ديسمبر 1928. وعلى الرغم من صد أول هجوم للسقاويين على كابل، فقد نجح هجومهم الثاني في الاستيلاء عليها في 17 يناير 1929. ركزت الحكومة في ذلك الوقت على الإصلاحات الاجتماعية، مثل توسيع نطاق حقوق المرأة واعتماد مشروع عسكري، وقد أدى ذلك إلى حدوث تمرد إليزاي وتمرد خوست، اللذين قُمعا بنجاح فيما بعد. وصف كالاكاني معارضيه بالكفار، وارتكبت قواته أعمال اغتصاب ونهب.
بعد الاستيلاء على كابل، هزم السقاويون حكومة منافسة في جلال آباد بقيادة علي أحمد خان في 9 فبراير. على الرغم من انتكاستهم في معركة شيخ آباد في أوائل شهر مارس، نجح السقاويون في بسط سيطرتهم على كندهار في حزيران بعد حصار دام مدة قصيرة. بيد أنهم لم يتمكنوا من هزيمة نادر خان في وادي لوغار، الذي دخل المنطقة جنبًا إلى جنب مع أمان الله في مارس، رغم أن الأخير غادر البلد في 23 مايو. بعد جمود دام عدة أشهر، تمكن نادر خان في نهاية المطاف من إرغام السقاويين على التراجع إلى كابل في أكتوبر 1929، ثم إلى آرج. سطر الاستيلاء على منطقة آرج في 13 أكتوبر 1929 نهاية الحرب الأهلية، على الرغم من استمرار نشاط السقاويين حتى عام 1931. حدثت الحرب الأهلية بالتزامن مع العملية السوفيتية في شمال أفغانستان لمحاربة حركة بسمشي.
خلال استيلاء القوات المقاومة للسقاويين على العاصمة الأفغانية كابل، نهبت قوات نادر المدينة بناء على أوامره. بعد الحرب الأهلية، لم يتنازل نادر عن السيطرة على العرش الأفغاني مرة أخرى إلى أمان الله، وأدى ذلك إلى نشوب عدد من الثورات والتمردات، منها: تمرد شينواري، وتمرد كوهيستان، وتمرد غلزاي، وثورة مزراك. خلال الحرب العالمية الثانية، حاول أمان الله جاهدًا استعادة العرش بمساعدة قوات المحور.

## خلفية
تولى أمان الله خان مقاليد الحكم في أفغانستان منذ عام 1919، وحقق الاستقلال الكامل عن الإمبراطورية البريطانية بعد فترة وجيزة. قبل إبرام معاهدة روالبندي في عام 1921، كانت أفغانستان قد بدأت في إرساء سياستها الخارجية، بما في ذلك العلاقات الدبلوماسية مع جمهورية روسيا الاتحادية الاشتراكية السوفيتية في عام 1919. خلال عشرينيات القرن العشرين، أقامت أفغانستان علاقات دبلوماسية مع معظم الدول الكبرى.
كانت الجولة الثانية من المفاوضات الأنجلو - أفغانية من أجل السلام النهائي غير حاسمة، وكان الجانبان على استعداد للاتفاق على استقلال أفغانستان في الشؤون الخارجية، على النحو المنصوص عليه في الاتفاقية السابقة، إلا أنهما اختلفا بشأن القضية التي ارتبطت بالعلاقات الأنجلو-أفغانية لعقود وستستمر في إثارة الكثيرين، وهي قضية السلطة على قبائل البشتون على جانبي خط ديورند. رفض البريطانيون الاعتراف بسيطرة الأفغان على القبائل في الجانب البريطاني من الخط بينما أصر الأفغان على ذلك. اعتبر الأفغان اتفاقية عام 1921 غير رسمية.
كان من الممكن أن يظل التنافس بين القوى العظمى في المنطقة باهتًا لولا التغيير الجذري في حكومة موسكو الذي أحدثته الثورة البلشفية عام 1917. في إطار الجهود التي بذلها زعماء الاتحاد السوفيتي الجدد لاسترضاء المسلمين داخل حدودهم، كانوا حريصين على إقامة علاقات ودية مع الدول الإسلامية المجاورة. في حالة أفغانستان، أمكن للسوفيت تحقيق هدف مزدوج يتمثل في تعزيز العلاقات مع القيادة في كابل، وتهديد بريطانيا، التي كانت واحدة من الدول الغربية التي تدعم الثورة المضادة في الاتحاد السوفيتي. في محاولاته لإنهاء السيطرة البريطانية على السياسة الخارجية الأفغانية، أرسل أمان الله مبعوثًا إلى موسكو عام 1919؛ استقبل فلاديمير لينين المبعوث بحرارة، وأرسل ممثلًا سوفيتيًا إلى كابل لتقديم مساعدات إلى حكومة أمان الله.
طوال فترة حكم أمان الله، كانت العلاقات السوفيتية الأفغانية تتقلب وفقًا لقيمة أفغانستان بالنسبة للقيادة السوفيتية؛ إذ كانت تعتبر إما أداة للتعامل مع الأقليات المسلمة السوفيتية أو لتهديد البريطانيين. في حين سعى السوفيت إلى الحصول على مساعدة أمان الله في قمع العناصر المناهضة للبلشفية في آسيا الوسطى مقابل تقديم المساعدة ضد البريطانيين، انصب اهتمام أفغانستان على استعادة أراض موجودة على امتداد نهر جيحون كانت قد خسرتها لصالح روسيا في القرن التاسع عشر. صد الجيش السوفيتي محاولات الأفغان للاستيلاء على واحات ميرف وبانجدة بسهولة.
في مايو 1921، وقّع الأفغان والسوفيت معاهدة صداقة، وهي أول اتفاقية دولية لأفغانستان منذ حصولها على الاستقلال الكامل في عام 1919. قدم السوفيت لأمان الله مساعدات نقدية وتقنية ومعدات عسكرية. لكن على الرغم من ذلك، خاب أمل أمان الله في السوفيت، خاصة وأنه شهد زيادة في القمع الذي تعرض له المسلمون عبر الحدود.
توترت العلاقات الأنجلو-أفغانية بسبب الخوف البريطاني من الصداقة الأفغانية السوفيتية، وخاصة مع إدخال عدد قليل من الطائرات السوفيتية إلى أفغانستان. ازداد القلق البريطاني عندما واصل أمان الله اتصالاته بالقوميين الهنود ومنحهم حق اللجوء في كابل، وأيضًا عندما سعى إلى إثارة الاضطرابات بين قبائل البشتون عبر الحدود. رد البريطانيون على ذلك ورفضوا مخاطبة أمان الله بوصف «جلالتك»، وفرضوا قيودًا على عبور البضائع عبر الهند.
لم تكن الإصلاحات الداخلية التي أجراها أمان الله خان أقل إثارة من مبادراته في مجال السياسة الخارجية، إلا أن هذه الإصلاحات لم تمكنه من تحقيق استقلاله الكامل بشكل دائم. شجع محمود ترزي، زوج أم أمان الله ووزير الخارجية، اهتمام الملك بالإصلاح الاجتماعي والسياسي، وحث على أن تسري الإصلاحات بشكل تدريجي على أساس حكومة مركزية قوية، كما حدث في تركيا في عهد مصطفى كمال أتاتورك. من الناحية الاجتماعية، تبنى أمان الله الكثير من أفكار محمود ترزي في ذلك الوقت، مثل منح المرأة مزيدًا من الحقوق والسماح بحرية الصحافة من خلال النشر. جلب ترزي الذي كان متأثرًا بالغرب ذلك إلى أفغانستان. أُعجب أمان الله باللباس الغربي وآداب التعامل. وأصبحت زوجته الملكة ثريا ترزي مرآة لإصلاحاته المتعلقة بالمرأة.
شملت إصلاحات أمان الله العديد من مجالات الحياة الأفغانية. في عام 1921 أنشأ قوات جوية. تلقى أفراد أفغان في وقت لاحق تدريبًا في فرنسا وإيطاليا وتركيا. على الرغم من وصوله إلى السلطة بدعم من الجيش، إلا أن أمان الله ثني العديد من أفراد الجيش من خلال تخفيض رواتبهم وحجم القوات وتغيير أنماط التجنيد لمنع زعماء القبائل من السيطرة على من انضموا إلى الخدمة. اقترح مستشارو أمان الله الأتراك عليه إحالة الضباط الكبار سنًا إلى التقاعد، لأنهم قد يقفون عائقًا أمام تشكيل جيش أكثر مهنية واحترافية. عارض وزير الحرب في حكومة أمان الله الجنرال محمد نادر خان ذلك، مفضلًا الاعتراف بالحساسيات القبلية. رفض الملك نصيحة نادر خان وأسس فصيلًا مناهضًا لتركيا في الجيش؛ في عام 1924 ترك نادر خان الحكومة ليصبح سفيرًا في فرنسا.